# Lakonía prefektúra
Lakonía (Λακωνία; ógörög Lakónia, vagy Lakedaimón, latinosan Lacedaemon[ia]) Görögország egyik prefektúrája a Peloponnészosz félszigeten, Peloponnészosz régióban. Területe 3636 km², lakóinak száma 84 469 (2021), székhelye Szpárti.

## Földrajza
A tartomány leghosszabb folyója az Evrotasz, melynek völgye mezőgazdasági terület legelőkkel, és citrusféléket, olajbogyót (olívabogyót) termelnek. Itt termelik a legtöbb narancsot is az országban. A legmagasabb hegysége a Tajgetosz-hegység, amelyet a középkorban Pentadaktilosznak (5 ujj) is neveztek.

## Története
Az ókorban a spártai városállam-szövetséghez tartozott. Híres volt a helyi nők csípős nyelvéről („lakonikus megjegyzések”). A középkorban Bizánc része lett.